# 高知県立高知東工業高等学校
高知県立高知東工業高等学校（こうちけんりつ こうちひがしこうぎょうこうとうがっこう）は、高知県南国市篠原に所在する公立の工業高等学校。

## 設置学科
- 全日制課程
  - 機械科
  - 機械生産システム科
  - 電子科
  - 電子機械科
- 定時制課程
  - 機械科

## 沿革
- 1962年（昭和37年） - 開校。

全日制
- 1962年（昭和37年） - 機械科・電子科の2学科4学級で全日制を開校。
- 1962年（昭和37年） - 機械科を1学級増、工業計測科1学級を新設（3学科6学級）。
- 1972年（昭和47年） - 機械科を1学級減（3学科5学級）。
- 1989年（平成元年） - 工業計測科を電子機械科に学科改編[1]。
- 1995年（平成7年） - 電子科を1学級減、理工学科を新設（4学科5学級）。
- 1997年（平成9年） - 機械科を1学級減、機械生産システム科を新設（5学科5学級）。
- 2013年（平成25年）4月 - 理工学科の生徒募集を停止。
- 2015年（平成27年）3月31日 - 理工学科を廃止。

定時制
- 1962年（昭和37年） - 機械科の1学科1学級で定時制を開校。
- 2007年（平成19年）4月 - 定時制課程を学年制から単位制に改編。